# Bündner Pfirsichsteine

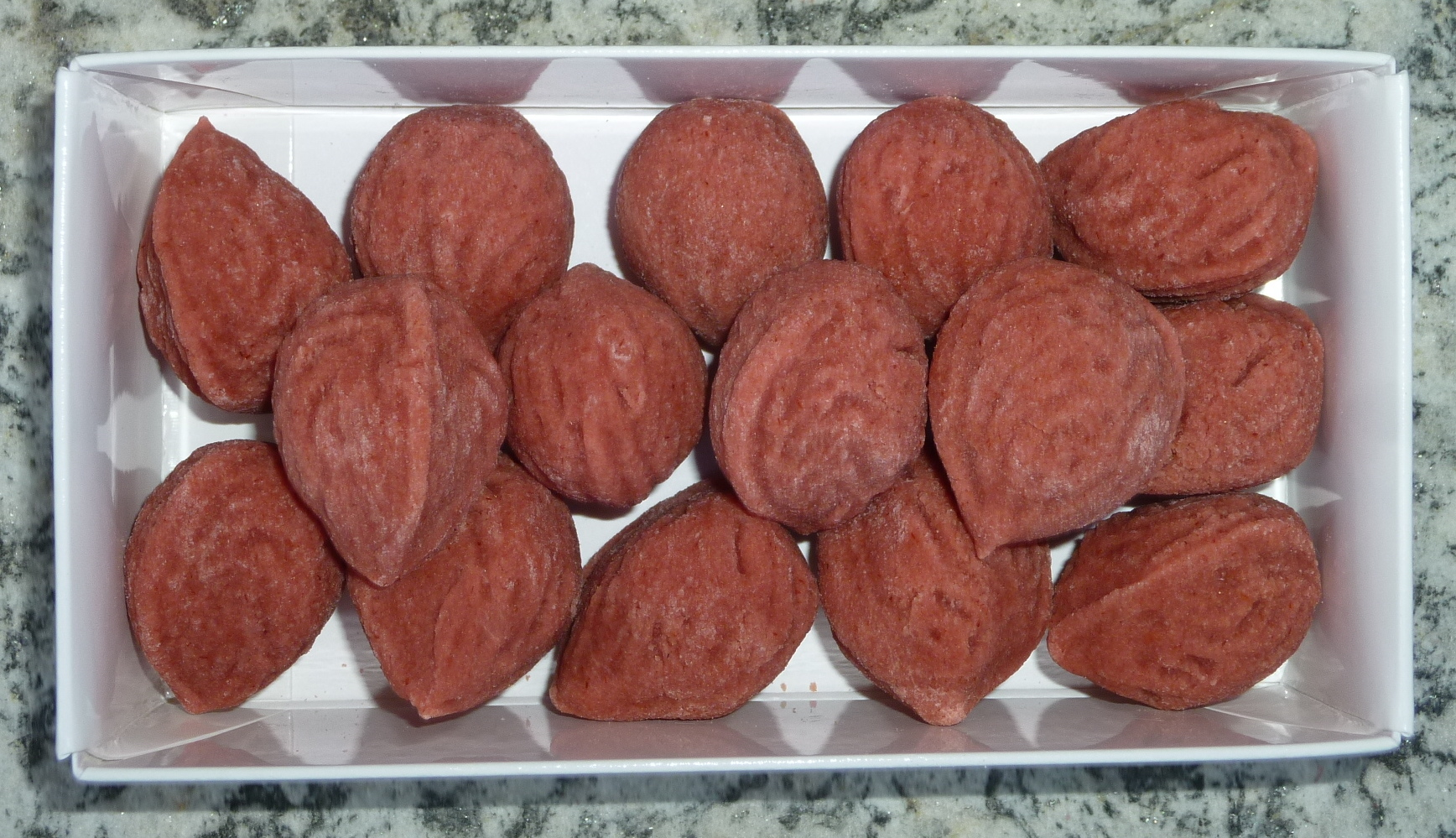
Churer Pfirsichsteine

Bündner Pfirsichsteine sind ein marzipanähnliches Confiserie-Produkt in der Form eines Pfirsichsteines. Bündner Pfirsichsteine sind vor allem eine Spezialität der Stadt Chur, aber da sie auch in Arosa hergestellt werden, werden sie nun nicht mehr nur Churer, sondern auch «Bündner Pfirsichsteine» genannt.

## Beschreibung
Bündner Pfirsichsteine bestehen aus einer weichen, leicht bitteren, nicht sehr süssen Mandelmasse und sind bräunlich-orange bis rot. Nach einigen Tagen bildet sich auf den Steinen eine trockenere, etwas härtere äussere Schicht um den weichen Kern, die den Geschmack aber nicht verändert.

## Geschichte
Wer genau die Bündner Pfirsichsteine zuerst herstellte, ist unklar. Auf den ersten bekannten Beleg weist Eugen A. Meier in seinem Buch Das süsse Basel: «Das Hochzeitsessen, das 1771 (einem) jungen Ehepaar (...) aufgetragen wurde, unterstreicht die Reichhaltigkeit der Dessertplatten, die nun angehäuft waren mit (...) Küchlein, Toutelettlein, Pfersigstein von  Mandeln, Mandelcränzlein, (...).» Wie ähnlich jene Pfersigstein von Mandeln der heutigen Bündner Marzipanspezialität tatsächlich waren, lässt sich nicht mehr feststellen.
Heute gilt als Erfinder der Spezialität der Churer Konditormeister Otto Hürsch-Müller (1860–1947); 1887 soll er sie in seiner Konditorei an der Reichsgasse 57, dem Geburtshaus der Malerin Angelika Kauffmann, erstmals hergestellt haben. 1931 liess Otto Hürschs Sohn Otto Hürsch-Naef (1888–1974) beim Eidgenössischen Amt für geistiges Eigentum Name und Form für „Bündner Pfirsichsteine“ registrieren; 1946 registrierte eine weitere Churer Konditorei die Bezeichnung „Churer Pfirsichsteine“. Im elften Band des 1952 erschienenen Idiotikons steht unter dem Begriff „Pfirsichstein“ der Hinweis: «(in einem Model) nach Art des Pfirsichkernens geformter Marzipan». Sicher ist also, dass der Bündner Pfirsichstein schon in der ersten Hälfte des 20. Jahrhunderts zu einer mittelbündnerischen Spezialität geworden war. 
Warum gerade in Chur ein Konfekt aus Marzipan in Form eines Pfirsichsteins zu einer Spezialität wurde, bleibt offen; weder Mandeln noch Pfirsiche sind typische Kulturpflanzen der Region. Denkbar ist, dass Zuckerbäcker, die im 17. und 18. Jahrhundert nach Venedig ausgewandert waren, bei ihrer Rückkehr in die Heimat das Rezept mitbrachten, war doch Venedig die europäische Heimatstadt des aus dem Orient stammenden Marzipans.

## Herstellung
Bündner Pfirsichsteine bestehen aus Wasser, Mandeln, Zuckersirup, Bittermandeln oder Bittermandelaroma, Sandelholz, Kakao und Zimt. Je nach Produzent und verwendetem Rezept wird noch Kirsch und Sorbit beigegeben.
Bittermandeln oder Bittermandelaroma geben den Pfirsichsteinen den leicht bitteren Geschmack, durch Sandelholz, Kakaopulver und Zimt erhalten sie die typische bräunlich-rote Farbe. Als Feuchthaltemittel kann Sorbit verwendet werden.
Die Rohmarzipanmasse mit den Zutaten wird durch ein Walzensystem fein gerieben, bis die feine Masse die gewünschte Konsistenz erreicht hat. Die Pfirsichstein-Masse wird nun von Hand mit einer Negativform in die Form gepresst.
Das Originalrezept ist seit 2006 im Besitz des Churer Zuckerbäckers Arthur Bühler, der in der Zuckerbäckerei am Obertor jährlich mehr als eine Tonne Pfirsichsteine produziert.